# 菱池 (湖沼)

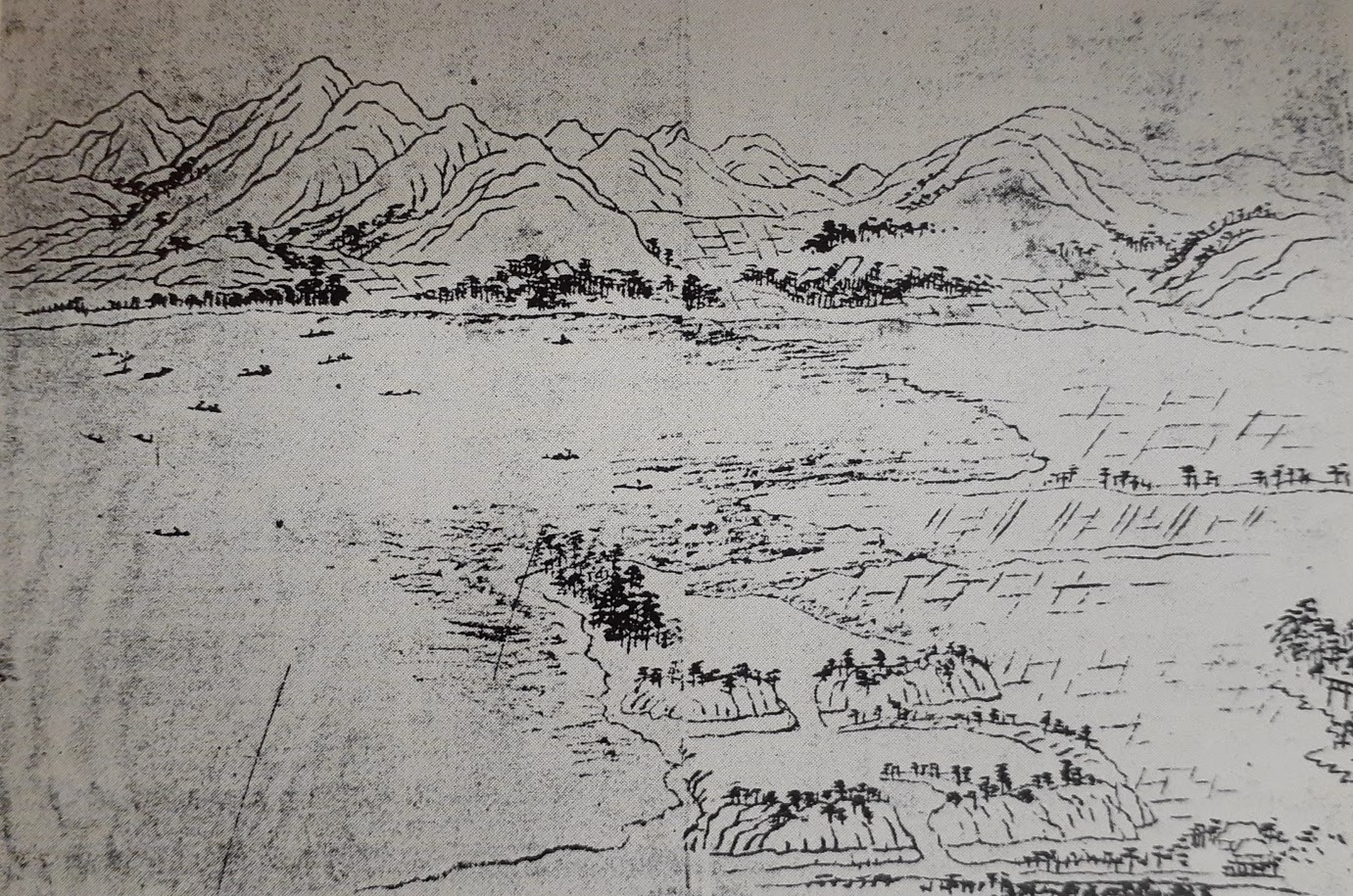
文政年間に描かれた菱池

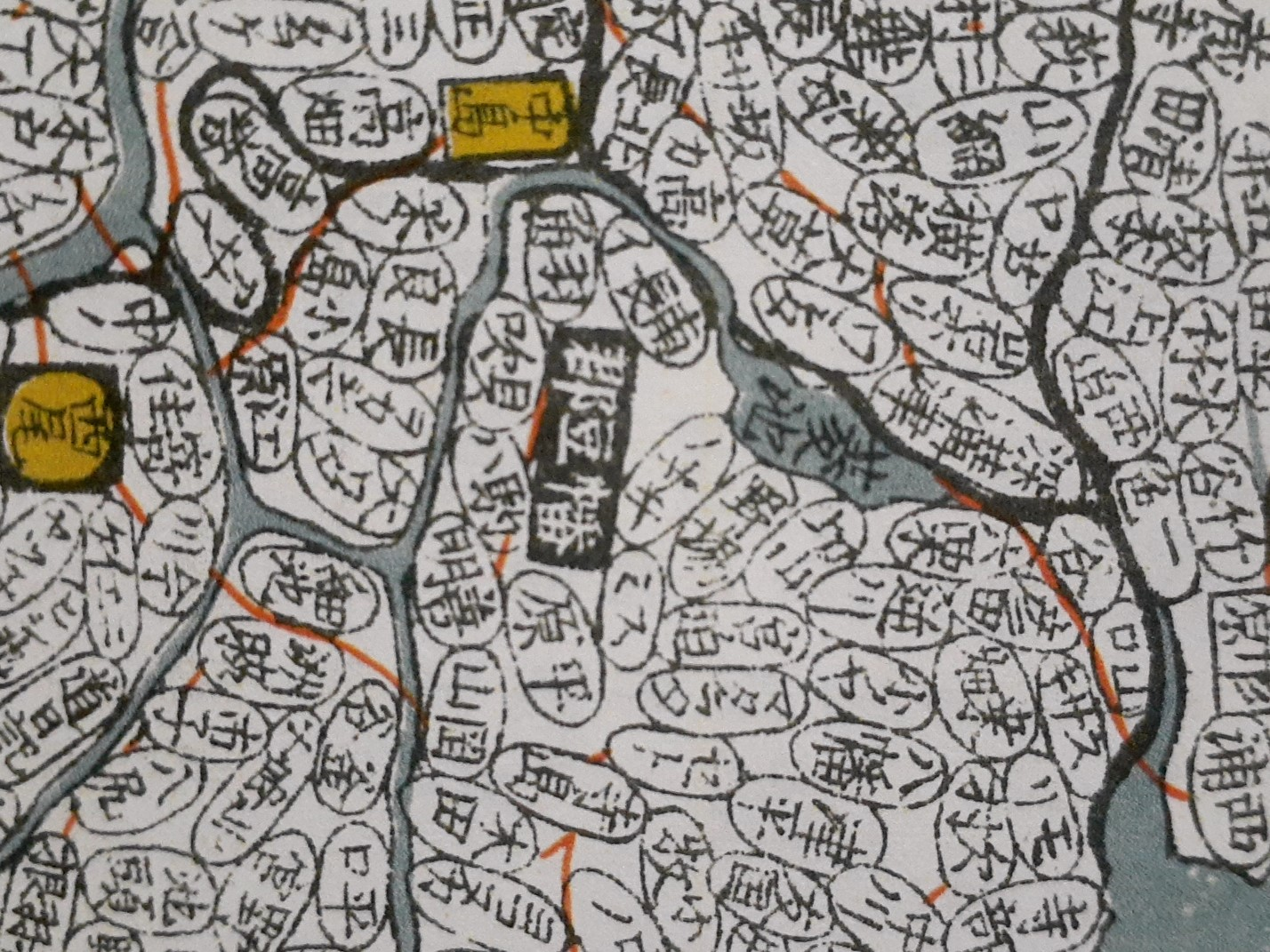
江戸時代に描かれた菱池とその周辺
『国郡全図』（青生東谿、1837年）

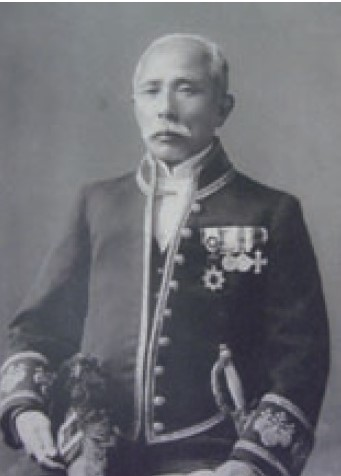
神野金之助

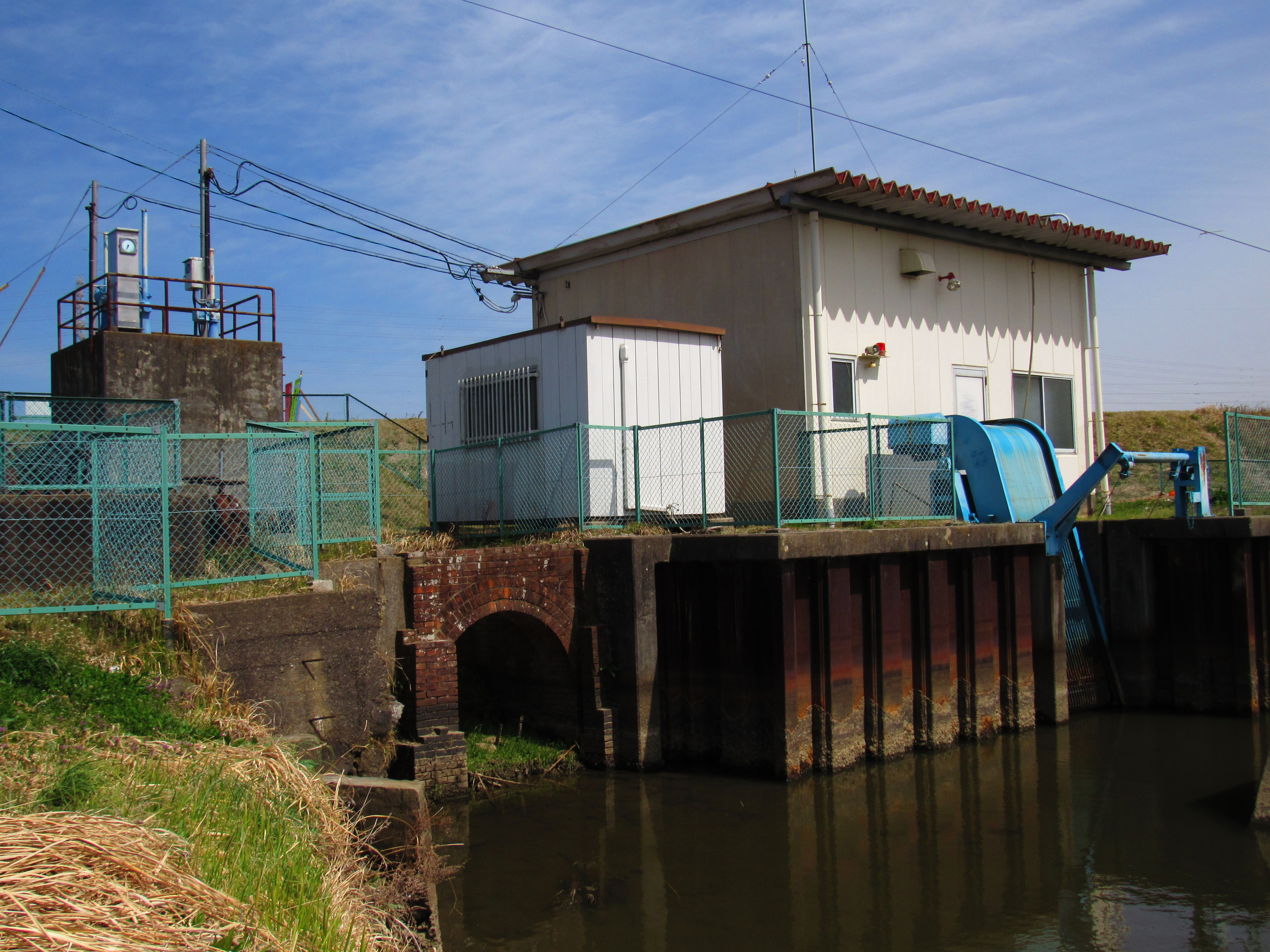
菱池排水機場

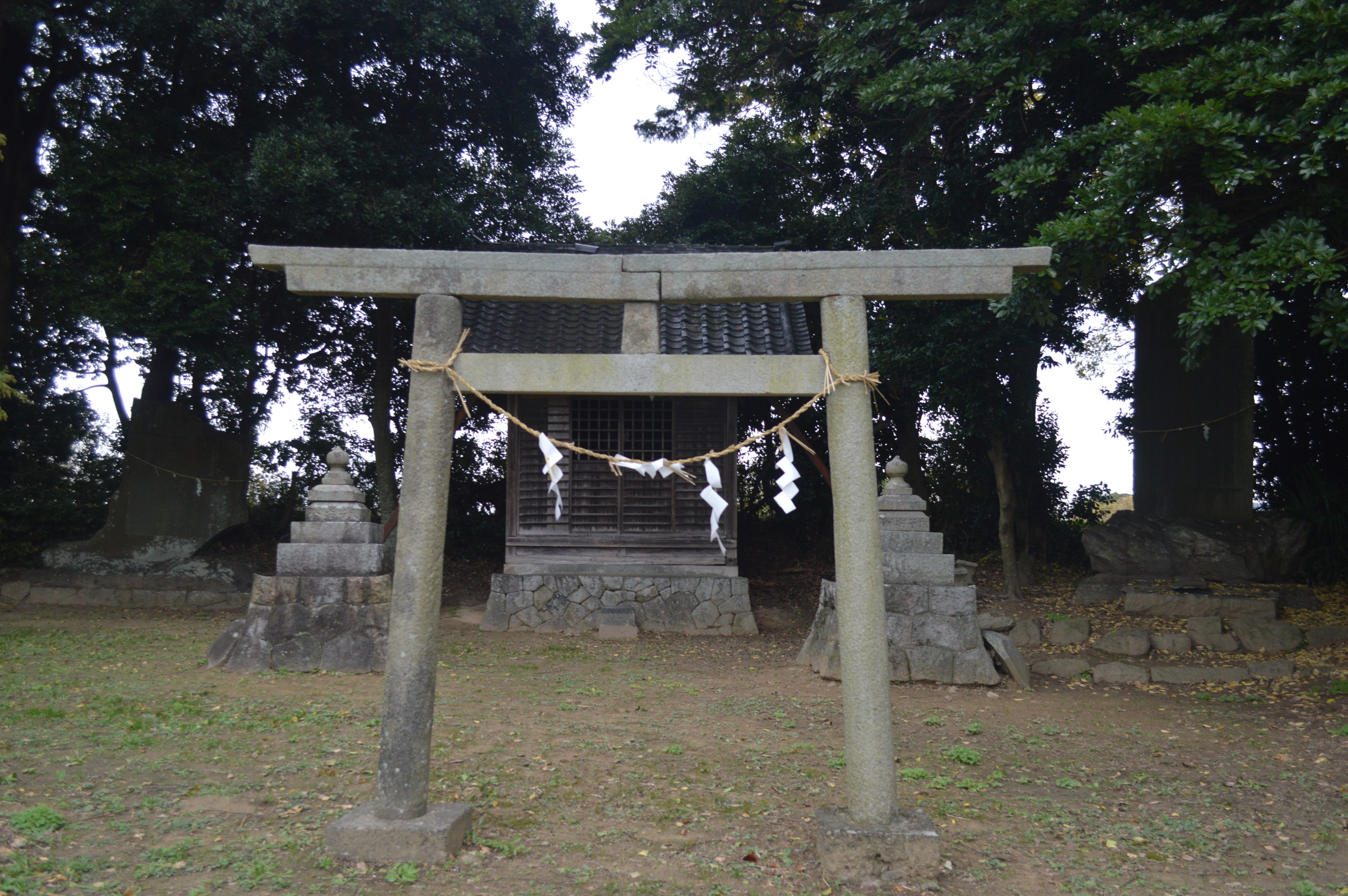
菱池干拓後に建立された池神社

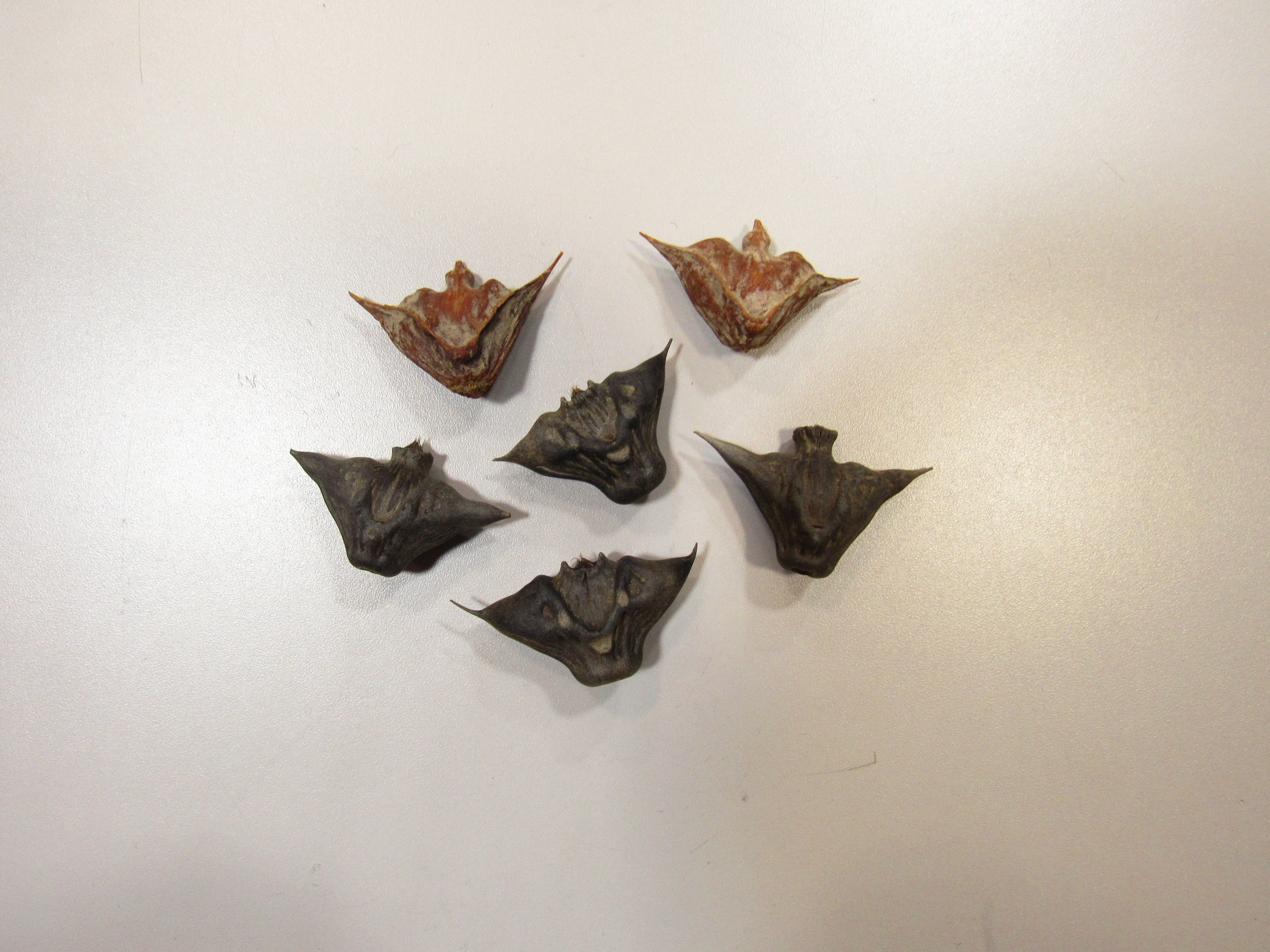
菱の実

菱池（ひしいけ）は、かつて愛知県額田郡と幡豆郡の境にあった湖沼。菱池沼（ひしいけぬま）と呼ばれることもある。
江戸時代には三河随一の大池とされたが、江戸時代以降には新田開発などで縮小していった。1886年（明治19年）に神野金之助による干拓で消滅し、跡地は水田などになっている。

## 名称の由来
池で採れるヒシが名産品だったことから「菱池」と呼ばれるようになった。「菱池沼」とも称される。また、史料によっては「岩堀池」とも記されている。
菱池に関連する地名として、岡崎市の土呂地区に菱田、岡崎市上地に赤菱、幸田町坂崎に船附や大江などがある。

## 地理

### 場所
現在の岡崎市南部から幸田町北西部にかけての地域にあり、最大時には現在の岡崎市上地町（北端）、幸田町六栗（南端）まで広がっていたとされる。現在の額田郡幸田町の面積の約1割を占めている。

### 流入河川・流出河川
菱池には1883年（明治16年）に開削された相見川などが流入している。
菱池からは矢作川の支流である広田川が流出しており、広田川や矢作川を通じて三河湾に達することができた。

## 歴史

### 発祥
池の始まりを明確に記した史料は現存しないが、縄文海進と呼ばれた温暖な縄文時代前期には、三河国の内陸部まで海に浸食されていたと考えられており、その後の海退に伴って矢作川流域が形成されていく過程で生まれた可能性が指摘されている。海抜から推測される当時菱池があったと思われる流域周辺には、弥生時代晩期から人々が暮らしたことが明らかとなっており、古墳時代には豪華な副葬品から有力な首長が存在したことを示す集落の遺構である青塚古墳や鏡塚古墳などが、池の北東部にある幸田町坂崎で発見されている。

### 流路変更
奈良時代以前の菱池には、男川（現在の乙川）が独自に流入し三河湾に注いでおり、その水量からかなり広範囲が池であったと見られている。江戸時代の地図「三河国絵図」には、当国一の大池として額田郡と幡豆郡の郡境に必ず描かれた。
1399年、この男川を矢作川に付け替え、矢作川の矢作古川への分派や川筋を付け替える六名堤が築堤され、21世紀現在の川筋が形成された。
菱池にはなお、7本の川と繋がっていたが、その内の6本は流れ入る川で、残りの1本・広田川だけが流れ出る川だった。そのため、大雨が発生すると氾濫が起きていた。洪水を防ぐため、1882年（明治15年）から1883年（明治16年）にかけて掘削された新しい人工河川が相見川であった。また、広田川の川底を深くしたことで、水流を改善した。

### 相見川の開削
相見川の開削以前、岡崎市の針崎・若松・上地及び幸田町の坂崎・長嶺・久保田・大草・菱池一帯の地域は、額田郡はもちろんのこと、愛知県でも有数の水害地であった。その主因は、起伏している一連の丘陵が皆裸山であることであり、そこから流れ出る土砂は、長い年月の間に河床を高くし、その高さが3メートル余りに達するところもあった。豪雨により一度堤防が切れてしまうと、その被害は計り知れないものであった。
こうした水害による作物の減収は村民たちを苦しめ、水害が起こるたびに村民の暮らしに打撃を与えた。そのため、村民にとって川替え工事により治水することは、かねてからの願いであった。現存する資料によると、「川替え願書」が文化11年（1814年）に坂崎地区から提出されたが、結局却下されたようである。
明治時代になると、国や県が治山治水に力を入れるようになった。1873年（明治6年）に坂崎村でも「川替え」の議があり、仮測量を行い県へ申請した。しかし、関係数か村の協議がまとまることはなく、さらに1875年（明治8年）・1876年（明治9年）にも願書が提出されたが、認可されなかった。
その後数年が経過した1882年（明治15年）、9月下旬に雨が続き、特に30日朝から翌10月1日の豪雨では三嶋堤（岡崎市）が決壊する大惨事となり、坂崎も河川が決壊するなど大被害を被った。
これにより直ちに相見川掘削工事の実測、設計が行われた。地元の意志も固く、1882年（明治15年）10月28日に着工式を挙げることになった。
この工事に携わったのは、ほとんどが地元及び隣村の者であった。工具は唐鍬・備中・平鍬を使い、運搬には土もっこを使い、すべて人の手や方に頼ったものであった。したがって労働作業は極めて厳しいものであった。工事の後半には箱車ができ、これが使用されたのは三河地方では初めてであった。
この工事は起工以来わずか10か月で完成し、1883年（明治16年）10月3日には竣工式が挙行された。総工費は5万8千余円といわれた。

### 菱池の干拓と新田開発
近世庶民の資産といえば米であり、この菱池周辺でも順次水田がつくられるようになったが、水害のため十分な収穫を得ることは容易ではなかった。開墾を実行するにあたっては入念な事前調整が行われており、例えば、1875年（明治8年）12月には、直接菱池とは接していない芦谷村に対しても、川筋でつながっているという理由で干拓に伴って村に支障が生じないかどうか確認されている。
このような事前調整を経て、1883年（明治16年）民間資本の導入による菱池の排水工事、干拓事業がスタートした。この干拓事業は本来公共事業として実施する予定であったが、資金難等の問題により事業が進まなかったため、民間資本を導入する方針に切り替えられた。神野金之助が1884年（明治17年）に公払い下げを受け開墾を行い、1886年（明治19年）に完成させた。池の全てが水田になった。

### 干拓後
1903年（明治36年）、神野金之助は碧海郡新川町の内藤弥作に28,000円で土地を売却し、新田経営から手を引いた。一反当り200円くらいであったと、土地の人はいう。神野が新田経営から手を引いた大きな理由として、新田所有者と相見村・広田村民との確執があった。
太田謐三郎を代表とした開墾地組合會は、相見村や広田村民との論争に粘り強く対応し、1932年（昭和7年）頃に解決させた。
こうした経緯を受けて、新田開墾の記念に菱池湖畔に建てられた池神社には、石碑が2つ建立されている。明治期の神野金之助の功績を讃える石碑と、1932年（昭和7年）に、地元の人たちによる開墾地運営の功績を称える碑の2つである。
近年、広田川流域は市街地化が進み、こうした土地の変化により川の水量が増加した。水害の危険の高まりが指摘され、これに伴い、遊水地の建設が行われている。菱池地内では、2000年（平成12年）9月の東海豪雨での氾濫浸水につづき、2008年（平成20年）8月末には観測史上最大の雨量447.5mmを記録した豪雨による氾濫で広田川の堤が一部決壊したことにより、幸田町の広範囲で浸水被害が生じた。菱池一帯の水田はほとんどすべて水没し、図らずも明治時代に干拓によって消えた池が出現した様相となった。

### 21世紀現在
開発によって池の全てが水田になってから、およそ130年後の現在、2009年（平成21年）から2026年（令和8年）にかけて、広田川と相見川の合流点付近に菱池遊水地を整備し、およそ5～10年に一度の頻度で発生すると予測されている豪雨による洪水を回避する工事「大規模特定河川事業 一級河川広田川（菱池遊水地）」が進められている。また、占部川、砂川、柳川にも遊水路の建設が予定され、一部は建設済みになっている。これからの営農を見据え、土地改良と菱池遊水地の治水を関連させ、治水と農業の2つの役割を果たす菱池を目指している。
20世紀末頃から、埋め立てられた菱池跡地では、毎年の年始に「こうた凧揚げまつり」が開催されるようになり、多くの観光客を呼び込む催事となっている。
2016年（平成28年）には幸田町立中央小学校の郷土学習の一環で、池神社にある2つの石碑の碑文を拓本に取る取り組みが行われた。2019年（令和元年）11月には幸田町立図書館ギャラリーで文化振興展「菱池物語」が開催された。

## 菱池開墾揚排水機場（元・菱池ポンプ場）
明治期の新田開発において開墾の生命線として整備された菱池ポンプ場は、まず1883年（明治16年）にレンガで取水口が建設され、その後1913年（大正2年）にポンプ場が建設された。ポンプ場には蒸気によるコルニッシュボイラーが設置されていたが、1925年（大正14年）に菱池排水機場を増築し、動力を電気へ変更した。
1976年（昭和51年）まで活用された初代ポンプは、文化財として、幸田町立郷土資料館に移設された。2代目ポンプは1930年（昭和5年）製の型で、21世紀初頭まで稼働した。
2026年（令和8年）までに完成予定の菱池遊水地整備計画に伴い、現在の菱池開墾揚排水機場は排水施設としての役目を終えるが、菱池干拓の歴史に関する重要な遺構として保存が検討されている。

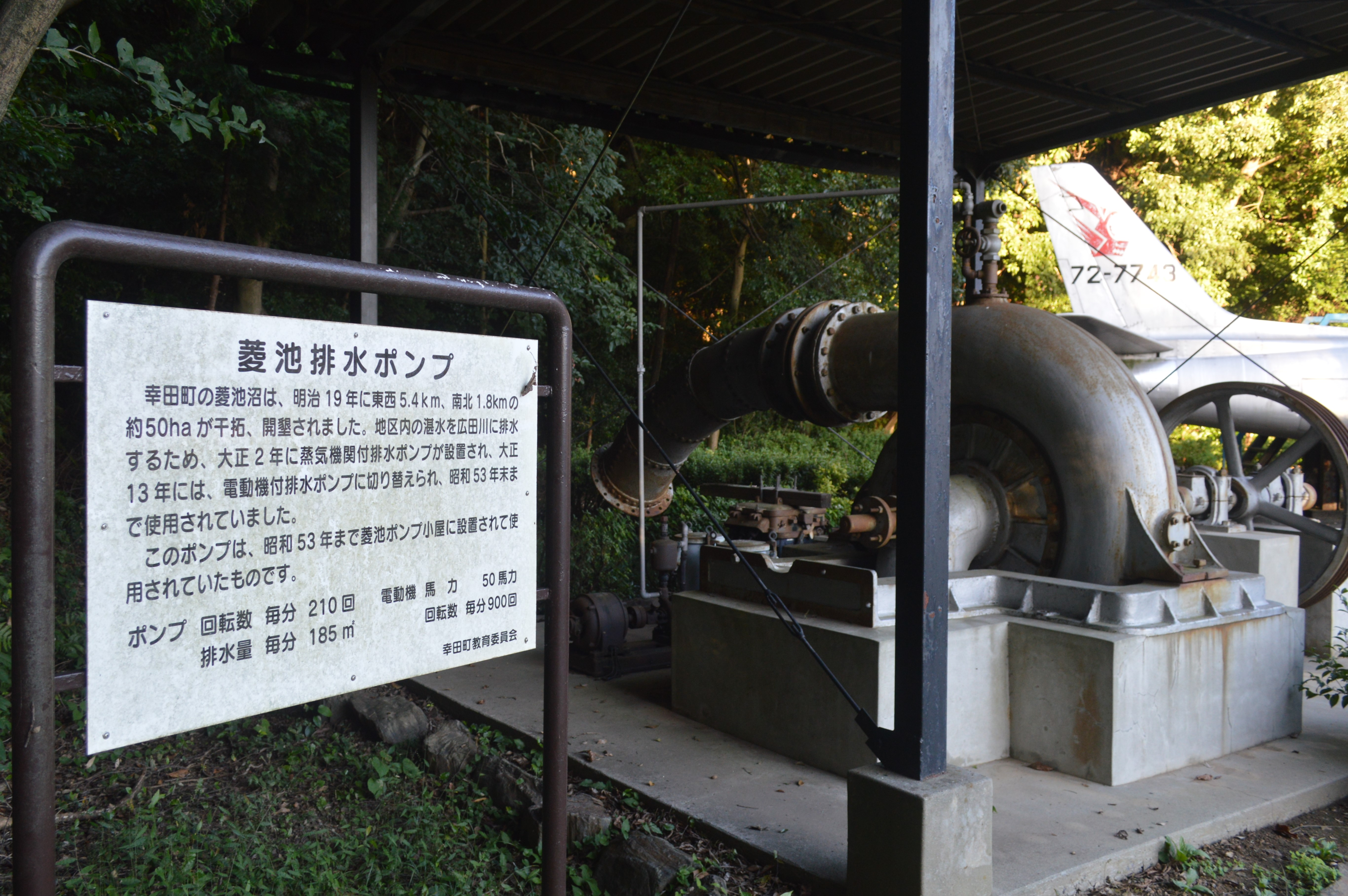
菱池干拓地で用いられていた初代ポンプ

## 菱池と人々の暮らし

### 信仰
菱池流域の村々にとって池は生活のための村の一部であり、重要なものであったため、池の周囲には水神や農耕に纏わる神社や遺構が数多く残る。
菱池を軸に、北岸に土呂八幡宮・上地八幡宮、東岸に鷲田神明宮・市杵島神社・正専寺や西光寺など天台宗寺院（後に多くが浄土真宗に転派）の数々が展開した。影響は山間部にもおよび、久保田の浄土宗西山深草派の西方寺の縁起には、寺を開山した教然良頓（松平泰親の子）は、西郡への旅の途上、岩堀の湖水（菱池）の畔で休息をとっていた際、北に紫雲のたなびく山を見つけたのでそこに西方寺を建立したと伝え、菱池を起点に新たな信仰が生じた一例とされる。室町時代以前の城跡に建つ「照池山」の山号を掲げる西光寺や、池廻り神明社7社のうち2社を合祀する鷲田神明宮、伊勢神宮外宮から豊受大神を招いて建立した神社などにもその名残が見える。

#### 池神社
新田開発に伴う史跡のひとつであり、1888年（明治21年）伊勢神宮外宮の豊受大神を勧請し、祀る。1885年（明治18年）に神野金之助が建立申請したもので、境内には1887年（明治20年）神野新田を拓いた神野の功績を讃える石碑が建立された。その後の1932年（昭和7年）には、地元住民による開拓地運営の功績を讃える石碑も建立されている。2022年（令和4年）遊水地整備計画によって場所を移し、観音堂付近への移転が予定されている。

#### 菱池観音
伝承によれば、1838年（天保8年）8月に建立された観音堂が菱池東岸に現存する。萱堂とも言う。菱池の日照りや氾濫で周囲の田畑に悪影響が及ばないよう、菱池の守り神として十一面観音を祀ったもので、慈覚大師円仁によって彫られた由来は昔話として伝わり、『こうたの民話』に収録された。『こうたの民話』には、菱池を一望できる場所に建つ鷲田神明宮にまつわる伝承も収録されている。

### 産業・交通
かつての代表的な産物には、その水利による農業、淡水漁業、池から収穫するヒシの実のような生産物と、交通網や水運などのインフラ産業があった。前述の新田開発によって稲作は発展し、他の多くは絶えた。菱池が池として現存した時代、特筆された産業は、以下の通りである。

#### 流通拠点
中世、久保田や大草などの山間部では山茶碗を製陶し、これらは「幸田窯」と呼ばれ、天台宗寺院の寺域内に築かれていた。菱池を水上交通の手段として広域に氏子を持つ寺院が経営に関与し、近隣や碧海郡への出荷に関わった可能性が指摘されている。

#### 特産品のヒシ
慶安3年（1650年）以前、ヒシの実は小物成として米、フグと共に年貢として納められていた。慶安3年（1650年）の検知によって翌慶安4年（1651年）の年貢上納より小物成としてではなく、本高に加えられた。本高入りすると同時に上納はすべて米納にかわっている。
池で採取されるヒシの実は、三河地域の特産品として広く知られており、『三河国二葉松』三河国土産名物器材部や、『毛吹草』諸国名産品の項においては「岩堀菱」の名称で紹介された。しかし、寛文4年（1664年）に江尻新田開発を行った岩堀村では、元禄年間（1688 - 1704年）にはヒシの実が不足し、上納対象からは外されている。
宝永元年（1704年）に天領支配になると菱の実が採れなくなり、年貢から除くことになった。